# NGC 6648
NGC 6648 је двојна звезда у сазвежђу Змај која се налази на NGC листи објеката дубоког неба.
Деклинација објекта је + 64° 58' 33" а ректасцензија 18h 25m 37,4s. Привидна величина (магнитуда) објекта NGC 6648 износи 12,7.